# Chamaebatiaria millefolium
Chamaebatiaria millefolium là loài thực vật có hoa trong họ Hoa hồng. Chúng là loài duy nhất trong chi Chamaebatiaria.